# Scáthach
Scáthach – w mitologii celtyckiej wojownicza bogini należąca do ludu Sídhe. Uczyła Cúchulainna,
m.in. sztuki walki. Miała cztery córki (wszystkie ze związku z Douglasem): Lasair, Inghean Bhuidhe, Latiaran i Uathach.

## Scáthach w literaturze
Bogini jest przedstawiona w serii książek Michaela Scotta Sekrety Nieśmiertelnego Nicholasa Flamela jako rudowłosa wojowniczka w ciele 17-letniej dziewczyny, mimo że akcja serii dzieje się w XXI wieku.
W serii Gobelin autorstwa Henry'ego H. Neffa jest mentorką i nauczycielką Maxa McDanielsa, syna Lugh i brata Cuchulainna.
Występuje też w 6 sezonie serialu American Horror Story, grana przez Lady Gagę.